# Keilira sparsomaculata
Espèce
Keilira sparsomaculata est une espèce d'araignées aranéomorphes de la famille des Sparassidae.

## Distribution
Cette espèce est endémique d'Australie-Méridionale.

## Description
La carapace du mâle holotype mesure 2,90 mm sur 2,85 mm et l'abdomen 3,40 mm de long sur 2,20 mm et la carapace  de la femelle paratype mesure 3,51 mm de long sur 3,50 mm et l'abdomen 5,10 mm de long sur 3,80 mm.

## Publication originale
- Hirst, 1989 : A new genus of huntsman spider (Heteropodidae: Araneae) from south eastern Australia. Transactions of the Royal Society of South Australia, vol. 113, p. 7-13 (texte intégral).